# Handball Federation of India
Die Handball Federation of India (HFI; deutsch Indischer Handballverband) ist der nationale Dachverband des Handballsports in Indien. In ihre Verantwortung fällt die Organisation des indischen Handballbetriebs inklusive der Nationalmannschaften. Gegründet wurde die HFI 1972; der Verbandssitz ist Lucknow (Uttar Pradesh). Die Organisation ist seit 1974 Mitglied der Asian Handball Federation (AHF) und der Internationalen Handballföderation (IHF). Seit Dezember 2013 fungieren M. Ramasubramani als Präsident und Anandeshwar Pandey als Generalsekretär der HFI.
Neben Hallenhandball organisiert die HFI auch den Betrieb des Beach-Handballs in Indien.

## Geschichte
Der Handballsport wurde in Indien erstmals Anfang der 1970er-Jahre durch Sh. Jagat Singh Lohan aus Rohtak (Haryana) – einem Absolventen des YMCA College of Physical Education in Madras (dem heutigen Chennai) – verbreitet. Er war maßgeblich an der Gründung des Indischen Handballverbands 1972 beteiligt und wurde zu dessen erstem Generalsekretär gewählt. Hilfreich waren dabei auch seine Kenntnisse, die er sich bei einem Deutschland-Aufenthalt während der Olympischen Spiele in München aneignete. Gründungsmitglieder waren die Landesverbände aus Andhra Pradesh, Uttar Pradesh, Haryana, Vidarbha und Jammu und Kashmir.
Die erste nationale Handball-Meisterschaft wurde 1972 im Sir Chhotu Ram Stadium in Rohtak ausgetragen. Es siegte die Vertretung Haryanas, Vidharba gewann die Silbermedaille.
Handball ist in Indien bis heute eine Randsportart. Auf internationaler Ebene spielt das Land keine Rolle. Für die Asienmeisterschaften kann sich Indien selten qualifizieren; an einer Weltmeisterschaft konnte Indien noch nie teilnehmen. Größter Erfolg ist ein achter Platz der Frauen bei den Asienmeisterschaften 2012, bei denen ein indisches Team erstmals zwei Vorrundenspiele gewinnen konnte.

## Organisation
Im Jahr 2010 fanden die Verbandswahlen unter Beobachtung des Sportministeriums statt, da das Ministerium zuvor über die Jahreshauptversammlung und nachfolgende Wahlen informiert worden war. Dies schuf einen Präzedenzfall für andere Sportverbände im Land.
Der HFI gehören 37 Verbände an, hauptsächlich Landesverbände aus den einzelnen indischen Bundesstaaten; aber z. B. auch das Railways Handball Team, eine Mannschaft der staatlichen Eisenbahngesellschaft Indian Railways.

### Präsidenten
- Laxmi Chhabla (1973–1976)[2]
- H.L. Kapoor (1976–1985)[2]
- Padamshree R.L. Anand (1985–?)[6]
- Roshan Lal Anand (2005–2010)
- Sarwan Singh Channy (2010–2013)
- M. Ramasubramani (seit 2013)

### Generalsekretäre
- Sh. Jagat Singh Lohan (1972–1973)[2]
- M.L. Khan (1973–1985)[2][7]
- Sh. S.M. Bali (1985–2013)[6]
- Anandeshwar Pandey (seit 2013)